# Stolperstein von Bovenau

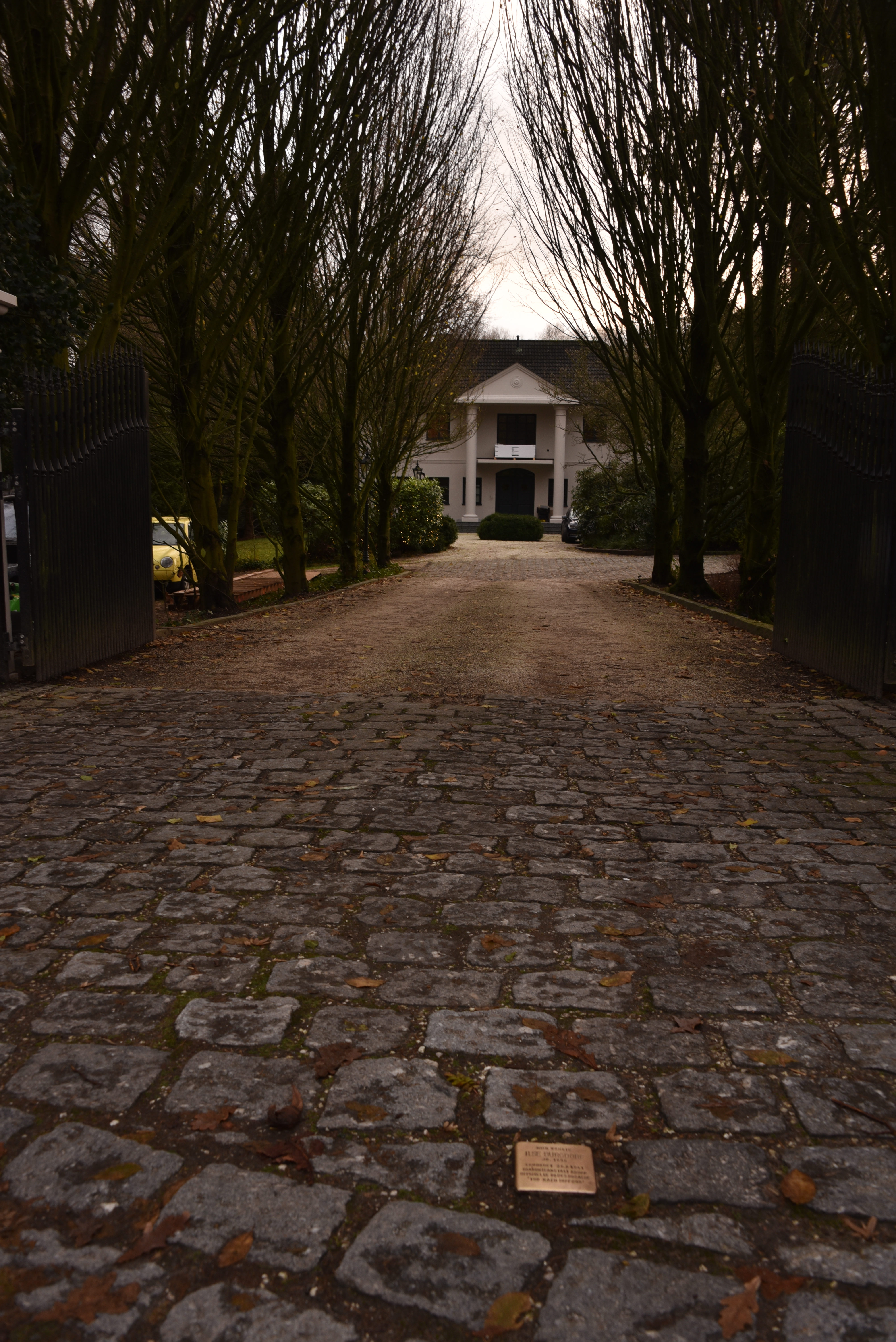
Der einzige Stolperstein von Bovenau

Der  Stolperstein von Bovenau ist Ilse Burgdorf gewidmet. Stolpersteine sind ein Kunst-Projekts von Gunter Demnig. Mit ihnen soll an Opfer des Nationalsozialismus erinnert werden, die in der Gemeinde lebten und wirkten.
Der bislang einzige Stolperstein von Bovenau wurde im Juni 2008 verlegt.

## Stolperstein
| Stolperstein | Inschrift | Verlegeort        | Name, Leben |
| ------------ | --- | ----------------- | --- |
|              | HIER WOHNTE ILSE BURGDORF JG. 1898 ERMORDET 26.7.1941 DIAKONIEANSTALT KROPP OFFIZIELLE TODESURSACHE: 'TOD NACH IMPFUNG' | Kieler Straße 2 · | Ilse Burgdorf hatte nach einer Meningitis-Erkrankung als Kind Behinderungen zurückbehalten und lebte seit ihrem 15. Lebensjahr in der Diakonieanstalt in Kropp. Das Diakoniewerk Kropp vermeldete zur Verlegung des Stolpersteins, keine Anhaltspunkte für eine Ermordung in ihren Unterlagen gefunden zu haben. Die Nichte von Ilse Burgdorf, die Initiatorin der Stolpersteinverlegung, und das Diakoniewerk einigten sich auf eine neue Inschrift: „tot am 26.7.1941 in Diakonieanstalt Kropp, Ursache unklar“. Ein Austausch des Steins kam aber nicht zustande. |

## Nachweise
1. ↑  Rieke Beckwermert: Streit um den "Stolperstein", www.shz.de vom 15. September 2008, abgerufen am 30. Oktober 2020
2. ↑  epd: Ärger um den Stolperstein, www.shz.de vom 9. Januar 2009, abgerufen am 30. Oktober 2020

- Karte mit allen Koordinaten:
- OSM |
- WikiMap